# The Great Escape (film)
The Great Escape is een Amerikaanse film uit 1963 over de Tweede Wereldoorlog. Het is een verfilming van een waargebeurd verhaal tijdens de Tweede Wereldoorlog. Het gaat over een gevangenkamp waar geallieerde ontsnappingsspecialisten bij elkaar gezet zijn in de verwachting dat ze daar niet uit kunnen ontsnappen. De film werd geregisseerd door John Sturges.

## Verhaal
In 1943 wordt een grote groep geallieerde ontsnappingsspecialisten overgeplaatst naar een nieuw kamp, genaamd Stalag Luft Nord. Dit kamp was speciaal voor hen gebouwd, met de nieuwste ideeën voor veiligheid en bewaking van de gevangenen. Wanneer de gevangenen in het kamp zijn, worden er al pogingen gedaan om te ontsnappen. Deze mislukken echter en twee gevangenen komen de eerste dag zelfs al meteen in De Cooler. Hiermee wordt de eenzame opsluiting bedoeld in een afgesloten deel van het kamp.
Het blijft hier niet bij, er gaan al nieuwe ideeën het kamp rond om een tunnel te maken en dan te ontsnappen. Deze plannen lopen vertraging op wanneer er een nieuwe gevangene bij komt en de Gestapo de gevangenen bedreigt met de dood wanneer ze het wagen nog een keer een ontsnappingspoging te ondernemen. De plannen worden gewijzigd, mensen worden aangesteld om tunnels te maken, voor afleiding te zorgen, kaarten te maken door eerst te ontsnappen et cetera.
Wanneer de beslissende dag van de uitbraak aanbreekt, blijkt dat de tunnel niet lang genoeg is en dat ze 6 meter tekortkomen van het tunneleinde tot aan het bos. Dit was hun zwakste punt dus moesten ze het met behulp van een andere methode doen. Iemand trekt aan het touw aan het einde, dan is de kust veilig om uit de tunnel te komen en naar het bos te sluipen. Wanneer de lichten uitgaan tijdens een luchtaanval kunnen er meerderen tegelijk ontsnappen. De ontsnapping valt in duigen wanneer iemand op de grond valt en een Duitser de tunnel ontdekt. 76 Man kon ontsnappen, de rest werd opgepakt in het kamp.
Hierna zal er een grote drijfjacht zijn op de ontsnapte gevangenen, velen worden doodgeschoten wanneer hen wijs gemaakt wordt dat ze even mogen wandelen en uitrusten. Degenen die niet gedood zijn, moeten terug naar het kamp.

## Rolverdeling
| Acteur               | Personage                                        |
| -------------------- | ------------------------------------------------ |
| Steve McQueen        | Capt. Hilts The Cooler King                      |
| James Garner         | Flight Lt. Hendly The Scrounger                  |
| Richard Attenborough | Squadron Leader Roger Bartlett "Big X"           |
| James Donald         | Group Capt. Ramsey "The SBO"                     |
| Charles Bronson      | Flight Lt. Danny Velinski "The Tunnel King"      |
| Donald Pleasence     | Flight Lt. Colin Blythe "The Forger"             |
| James Coburn         | Flying Officer Louis Sedgwick "The Manufacturer" |
| Hannes Messemer      | Col. von Luger                                   |
| David McCallum       | Lt. Cmdr. Eric Ashley-Pitt "Dispersal"           |
| Gordon Jackson       | Flight Lt. Sandy MacDonald "Intelligence"        |
| John Leyton          | Flight Lt. William Dickes "The Tunneler"         |
| Angus Lennie         | Flying Officer Archibald Ives "The Mole"         |
| Nigel Stock          | Flight Lt. Denys Cavendish "The Surveyor"        |
| Robert Graf          | Werner 'The Ferret'                              |
| Jud Taylor           | Goff                                             |

## Achtergrond

### Documentaire van The Great Escape
Bij de dvd van The Great Escape zit de documentaire Return to The Great Escape. Er is naast deze documentaire ook nog een andere documentaire over The Great Escape apart te verkrijgen.

### Extra's van de dvd
- Documentaire over de film: Return to The Great Escape (zie boven)
- De originele bioscooptrailer
- Een grote keuze uit vele ondertitelingen en talen:
  - Ondertitels: Nederlands, Frans, Engels, Duits, Spaans, Portugees, Pools en Noors.
  - Talen: Engels, Frans, Duits, Spaans, Italiaans

### Nederlander in de echte great escape
De rol van James Coburn, die een van de drie succesvolle ontsnappers speelt, is gebaseerd op Flight Lieutenant Bram van der Stok. Van der Stok was een militair vlieger tijdens de meidagen van 1940 en Engelandvaarder. Hij ontsnapte met hetzelfde schip als Erik Hazelhoff Roelfzema (soldaat van Oranje). In Engeland nam hij dienst bij de RAF, waarna hij werd neergeschoten en gevangen werd genomen in Stalag Luft III. Van der Stok bereikte veilig Engeland via Spanje, waarna hij weer actief vloog in het Nederlandse RAF Squadron.

## Prijzen en nominaties
De film The Great Escape heeft vele nominaties en prijzen in de wacht gesleept:
- 1963 - Winnaar van de prijs voor beste acteur (Steve McQueen) op het Moscow International Film Festival
- 1963 - Genomineerd voor de Grand Prix (John Sturges) op het Moscow International Film Festival
- 1964 - Genomineerd voor een Academy Award (Categorie: Beste film-editing)
- 1964 - Genomineerd voor een Golden Globe (Categorie: Beste Film - Drama)
- 1964 - 2e plaats voor een Golden Laurel (Categorie: Beste actie-prestaties van Steve McQueen)
- 1964 - 2e plaats voor een Golden Laurel (Categorie: Beste Drama)
- 1964 - Genomineerd voor een Golden Laurel (Categorie: Beste actie-prestaties van James Garner)
- 1964 - Genomineerd voor een WGA Award (Screen): Best geschreven Amerikaans drama (James Clavell & W.R. Burnett)